# Nožnica
Nóžnica ali vagína je del ženskih spolnih organov. Dolga je približno 10 cm in je raztegljiva cev. Znotraj sega vanjo del materničnega vratu, okoli katerega nožnica naredi nožnični obok, ki je zadaj globlji. Nožnica je sploščena, sprednja stena se dotika zadnje. Sestavlja jo gladko mišičje, znotraj pa jo prekriva sluznica, ki je nabrana v prečne gube. Je votla mišičasta cevka, po njej pridejo semenčeca v notranjost ženskega  telesa, do prvega spolnega odnosa jo delno zapira (deviška kožica, himen), skozi nožnico se izloči neoplojeno jajčece in novorojenček  zapusti maternično telo.